# Wielka Kośnica
Wielka Kośnica (ukr. Велика Кісниця) – wieś na Ukrainie, w obwodzie winnickim, w rejonie jampolskim, nad Dniestrem.
W czasach Rzeczypospolitej wieś leżała w województwie bracławskim. Odpadła od Polski w wyniku II rozbioru.